# Banda L
A banda L corresponde à faixa de frequências do espectro eletromagnético compreendidas entre 1 GHz e 2 GHz, conforme a definição adotada pelo Instituto de Engenheiros Eletricistas e Eletrônicos (IEEE).

## Aplicações

### Radioastronomia
A subfaixa que vai de 1,66 GHz a 1,67 GHz é alocada pela União Internacional de Telecomunicações (UIT) para a radioastronomia.

### Radioamadorismo
Ao serviço de radioamador é alocada a subfaixa que vai de 1,24 GHz a 1,30 GHz.

### Televisão via satélite
A Banda L é utilizada principalmente para comunicação entre o LNB - que se localiza na antena para captar o sinal de satélite - e o aparelho receptor dos sinais.[carece de fontes?]